# Departamento General Carrera
El departamento General Carrera fue una división político-administrativa de Chile que perteneció a la antigua provincia de Aysén. Existió entre 1970 y 1975. Su cabecera fue la localidad de Chile Chico.

## Historia
El departamento nació de la división del departamento de Chile Chico mediante la Ley 17324 de 1970, que creó los departamentos General Carrera y Baker. El departamento General Carrera quedó conformado por las comunas-delegaciones de Chile Chico y Guadal. Su cabecera fue la ciudad de Chile Chico.
El territorio departamental era muy similar la comuna General Carrera, disuelta con la creación del departamento. Sus límites, en términos muy generales, eran:
- al norte, el límite norte de la hoya hidrográfica del lago General Carrera y el límite sur de la hoya hidrográfica del río Ibáñez;
- al este, la frontera argentina hasta el límite sur de la hoya hidrográfica del río Jeinemeni;
- al sur, los límites sureños de las hoyas hidrográficas del río Nef, lago General Carrera y el río Jeinemeni —departamento de Baker—;
- y al oeste, el límite poniente de la hoya hidrográfica del lago General Carrera —margen oriental del campo de hielo norte— hasta el cerro Cachet.

Sin embargo, el departamento tuvo corta existencia: en 1974 la dictadura militar inició el proceso de regionalización de la división político-administrativa de Chile, y el 1 de agosto de ese año empezó a funcionar la Región de Aysén. Al año siguiente se fijó la nueva división provincial, con lo cual el departamento General Carrera dejó de existir. Fue sucedido por la provincia General Carrera, que sumó a la comuna de Río Ibáñez.